# 원앙속
원앙속(Aix)은 원앙(Aix galericulata)과 아메리카원앙(Aix sponsa) 두 종으로 이루어진 오리과의 한 속이다.